# Lankanectes
A Lankanectes a kétéltűek (Amphibia) osztályába, a békák (Anura) rendjébe és a Nyctibatrachidae családba tartozó nem.

## A nembe tartozó fajok
- Lankanectes corrugatus (Peters, 1863)[3]
- Lankanectes pera (Senevirathne et al, 2018)[4]